# 犬牙小褐鱈
犬牙小褐鱈，為輻鰭魚綱鱈形目稚鱈科的其中一種，分布於北太平洋Emperor海脊海域，深度300-500公尺，為深海魚類，體長可達18公分，棲息在底中層水域，生活習性不明。

## 扩展阅读
維基物種上的相關：犬牙小褐鱈